# سیارک ۷۳۶۹۲
سیارک ۷۳۶۹۲ (به انگلیسی: 73692 Gurtler، نامگذاری:1991RL3) هفتاد و سه هزار و ششصد و نود و دومین سیارک کشف شده‌است که در ۱۲ سپتامبر ۱۹۹۱ کشف شد.